# Вікгем (парафія, Нью-Брансвік)
Вікгем (англ. Wickham) — парафія в Канаді, у провінції Нью-Брансвік, у складі графства Квінс.

## Населення
За даними перепису 2016 року, парафія нараховувала 427 осіб, показавши зростання на 0,2%, порівняно з 2011-м роком. Середня густина населення становила 2,7 осіб/км².
З офіційних мов обидвома одночасно володіли 30 жителів, тільки англійською — 395. Усього 5 осіб вважали рідною мовою не одну з офіційних.
Працездатне населення становило 38,3% усього населення, рівень безробіття — 6,5% (12,5% серед чоловіків та 0% серед жінок). 90,3% осіб були найманими працівниками, а 9,7% — самозайнятими.

## Клімат
Середня річна температура становить 5,2°C, середня максимальна – 22,4°C, а середня мінімальна – -14,5°C. Середня річна кількість опадів – 1 185 мм.
| Клімат поселення                              | Клімат поселення | Клімат поселення | Клімат поселення | Клімат поселення | Клімат поселення | Клімат поселення | Клімат поселення | Клімат поселення | Клімат поселення | Клімат поселення | Клімат поселення | Клімат поселення | Клімат поселення |
| Показник                                      | Січ.             | Лют.             | Бер.             | Квіт.            | Трав.            | Черв.            | Лип.             | Серп.            | Вер.             | Жовт.            | Лист.            | Груд.            |                  |
| Середній максимум, °C                         | −3,06            | −1,73            | 3,37             | 9,42             | 15,85            | 20,78            | 22,43            | 21,85            | 17,42            | 11,55            | 5,74             | −1,46            |                  |
| Середня температура, °C                       | −8,81            | −7,45            | −2,37            | 3,68             | 10,12            | 15,06            | 18,28            | 17,68            | 13,26            | 7,41             | 1,58             | −5,61            |                  |
| Середній мінімум, °C                          | −14,54           | −13,18           | −8,11            | −2,05            | 4,38             | 9,32             | 14,13            | 13,54            | 9,11             | 3,24             | −2,57            | −9,77            |                  |
| Норма опадів, мм                              | 116              | 82               | 102              | 94               | 99               | 88               | 90               | 74               | 99               | 111              | 113              | 117              |                  |
| Середньомісячна швидкість вітру, м/с          | 3.62             | 3.66             | 3.79             | 3.70             | 3.30             | 2.90             | 2.60             | 2.48             | 2.70             | 3.10             | 3.38             | 3.60             |                  |
| Середньомісячна сонячна радіація, кДж/м²·день | 5351             | 8649             | 12351            | 15261            | 18222            | 20232            | 19960            | 17734            | 13275            | 8506             | 5081             | 4137             |                  |
| --------------------------------------------- | ---------------- | ---------------- | ---------------- | ---------------- | ---------------- | ---------------- | ---------------- | ---------------- | ---------------- | ---------------- | ---------------- | ---------------- | ---------------- |
| Джерело:                                      |                  |                  |                  |                  |                  |                  |                  |                  |                  |                  |                  |                  |                  |